# Caguas (Caguas)
Caguas es un barrio-pueblo ubicado en el municipio de Caguas en el Estado Libre Asociado de Puerto Rico. En el Censo de 2010 tenía una población de 22406 habitantes y una densidad poblacional de 3.235,23 personas por km².

## Historia
La zona donde hoy se ubica el centro de Caguas estuvo habitada originalmente por el pueblo taíno. Esta zona del valle era ideal para el cultivo de yuca, gracias a la fertilidad del suelo fluvial. Durante la colonización española, las tribus locales estaban lideradas por el cacique Caguax, de quien el asentamiento español de San Sebastián del Piñal de Caguax tomó su nombre. Esta aldea obtuvo privilegios de villa en 1812 y su primer ayuntamiento se construyó en 1820, año en que recibió el título de Villa y cabeza de distrito de Provincia de España. Finalmente, la aldea obtuvo plenos derechos de ciudad en 1894.
El barrio-pueblo de Caguas figuraba en los diccionarios geográficos españoles hasta que Puerto Rico fue cedido por España tras la Guerra hispano-estadounidense, según los términos del Tratado de París de 1898, convirtiéndose en un territorio no incorporado de los Estados Unidos. En 1899, el Departamento de Guerra de los Estados Unidos realizó un censo de Puerto Rico, que determinó que la población de Caguas Pueblo era de 5450 habitantes. La zona sufrió graves daños a causa del huracán San Felipe II en 1928, y muchos edificios históricos fueron demolidos en ese momento. Por ello, muchos de los edificios más antiguos, como la catedral, datan de la década de 1930, tras numerosos proyectos de reconstrucción en el centro.

## Geografía
Caguas se encuentra ubicado en las coordenadas 18°14′2″N 66°2′00″O / 18.23389, -66.03333. Según la Oficina del Censo de los Estados Unidos, Caguas tiene una superficie total de 6.93 km², de la cual 6.92 km² corresponden a tierra firme y (0.04%) 0 km² es agua.

## Demografía
Según el censo de 2010, había 22406 personas residiendo en Caguas. La densidad de población era de 3.235,23 hab./km². De los 22406 habitantes, Caguas estaba compuesto por el 76.31% blancos, el 12.57% eran afroamericanos, el 0.82% eran amerindios, el 0.17% eran asiáticos, el 0.02% eran isleños del Pacífico, el 6.95% eran de otras razas y el 3.15% pertenecían a dos o más razas. Del total de la población el 99.26% eran hispanos o latinos de cualquier raza.